# Jan Mastalerczyk
Jan Mastalerczyk (ur. 14 października 1910 w Turbi, zm. 21 grudnia 1927 w Dzikowie) – harcerz polski, tragicznie zmarły w akcji ratowania płonącego zamku Tarnowskich w Dzikowie. 

## Życiorys
Pochodził z rodziny chłopskiej, był synem Józefa i Anny Choroszy. Ukończył szkołę powszechną w Turbi, po czym podjął naukę w Państwowym Gimnazjum im. Hetmana Jana Tarnowskiego w Tarnobrzegu. Działał w harcerstwie, był od 1926 zastępowym w zastępie "Jeleni" I Drużyny Harcerskiej im. generała Jana Henryka Dąbrowskiego. Z powodzeniem uprawiał lekkoatletykę na poziomie szkolnym.
Zmarł tragicznie 21 grudnia 1927 w czasie pożaru zamku Tarnowskich w Dzikowie, ratując zgromadzone tam skarby kultury polskiej, m.in. rękopis Pana Tadeusza Mickiewicza. Był wówczas uczniem VI klasy gimnazjum. Wraz z Mastalerczykiem śmierć poniosło ośmioro osób, m.in. znany biegacz Alfred Freyer. Mastalerczyk pochowany został początkowo na cmentarzu parafialnym w Miechocinie, a po ekshumacji – na cmentarzu parafialnym w rodzinnej Turbi.
Jego imię nadano jednej z drużyn harcerskich w gimnazjum, do którego uczęszczał. Jest wymieniony na tablicy pamiątkowej w kaplicy zamku w Dzikowie. Fragment poematu Garść popiołu poświęcił Mastalerczykowi (podobnie jak innym ofiarom pożaru w Dzikowie) poeta Marian Piechal.